# Maleč (zámek)
Zámek Maleč stojí v centru obce Maleč, v okrese Havlíčkův Brod. Je chráněn jako kulturní památka.

## Historie
Roku 1278 se zde zmiňuje dvůr rytíře Vintíře, nelvylučuje se, že šlo o sídlo opevněné.
Po zániku hradu Sokolov někdy v 15. století došlo k výstavbě nového, blíže neznámého, rytířského sídla. To je poprvé zmiňováno roku 1515 jako majetek Jiřího Přibka z Otaslavic. Na základech původní tvrze vystavěl v roce 1602 pozdně renezanční zámek Jan Beneda z Nečtin.
V roce 1687 panství odkoupil Augustin Norbert Voračický z Paběnic a nechal toto sídlo upravit. Následně jej drželi Schönfeldové, po nichž jej zdědili Auerspergové, přičemž František Xaver z Auerspergu nechal po roce 1827 zámek opět upravit a rozšířit v empírovém slohu.
V roce 1862 změnil zámek majitele znovu, tentokrát jej koupil politik František Ladislav Rieger a v letních měsících zde pobýval jeho tchán František Palacký, který zde vytvořil značnou část svého díla Dějiny národu českého. Hospodářského správce zde od roku 1874 dělal Riegrův zeť Václav Červinka.
Riegerovým potomkům byl zámek vyvlastněn po nástupu komunistů k moci v roce 1948. Krátce v 70. a 80. letech 20. století zde bylo muzeum české hudby s pracovnou Františka Palackého. V roce 1995 objekt v rámci restitucí získala doc. Věra Macháčková-Riegerová. Dnes je zámek v soukromém vlastnictví jejího syna Václava Macháčka-Riegra, který zanedbaný zámek opravil, zrestauroval interiéry a zbylý mobiliář a vybudoval expozici Památník F. L. Riegra a F. Palackého.
Od července 2018 je zámek nově přístupný veřejnosti.

## Popis
Původně šlo o jednokřídlou jednopatrovou pozdně renezanční stavbu vyvýšenou dvouetážovým rizalitem. Do současnosti se z ní dochovala štuková výzdoba stropu v hlavním salonu. František Xaver z Auerspergu nechal přistavět jedno boční křídlo a celý objekt zvýšil o jedno patro. Zároveň došlo ke sjednocení fasád. V okolí zámku se rozkládá anglický park obehnaný zdí ve stylu tudorovské neogotiky.

## Dostupnost
Okolo zámku prochází silnice, spojující Maleč s Jeníkovcem, na jehož okraji se napojuje na silnici II/344, a s Čečkovicemi a její trasu zčásti kopíruje žlutě značená turistická stezka od Hranic na Dolní Lhotku.

## Galerie

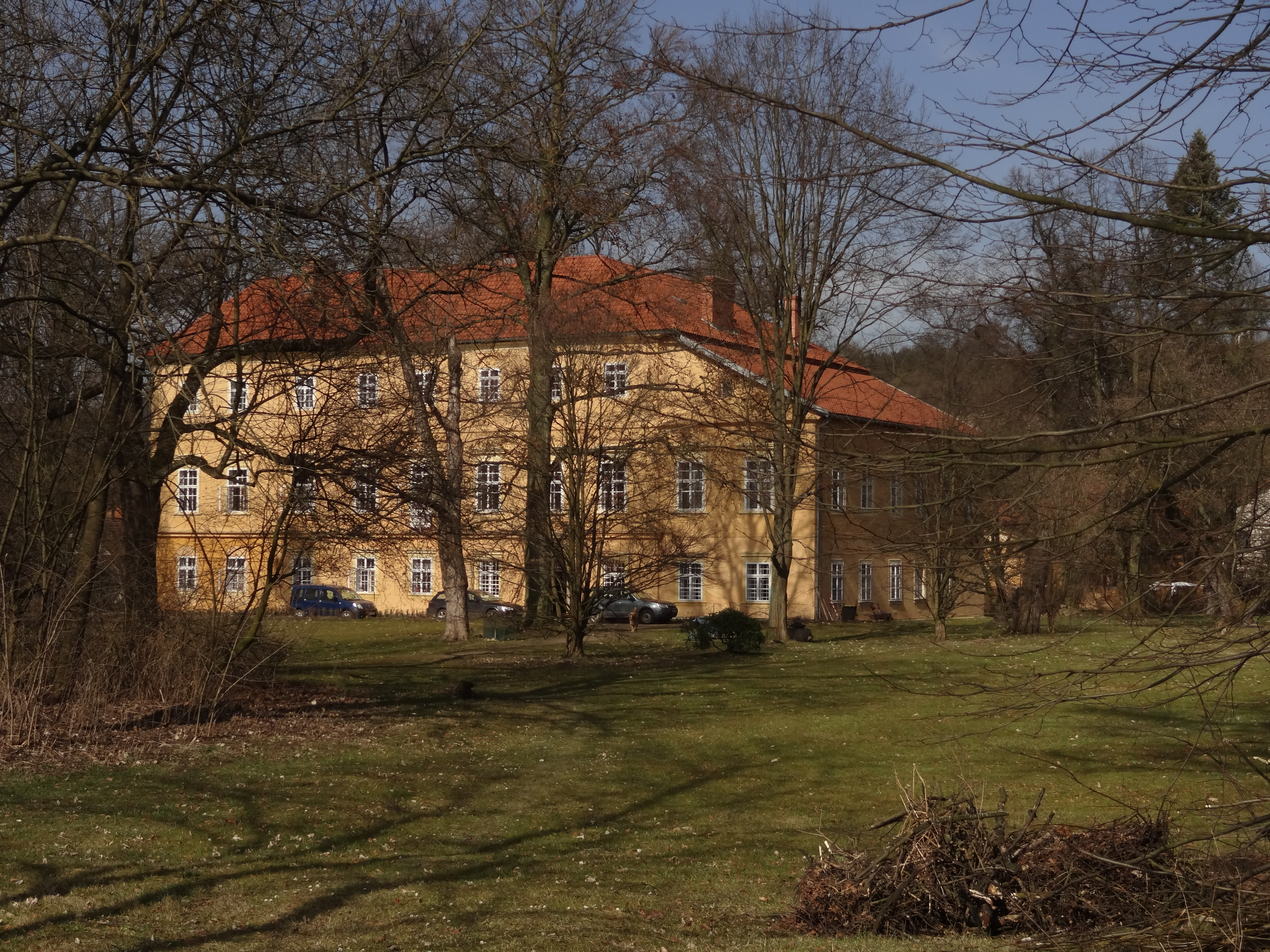
Zámek Maleč
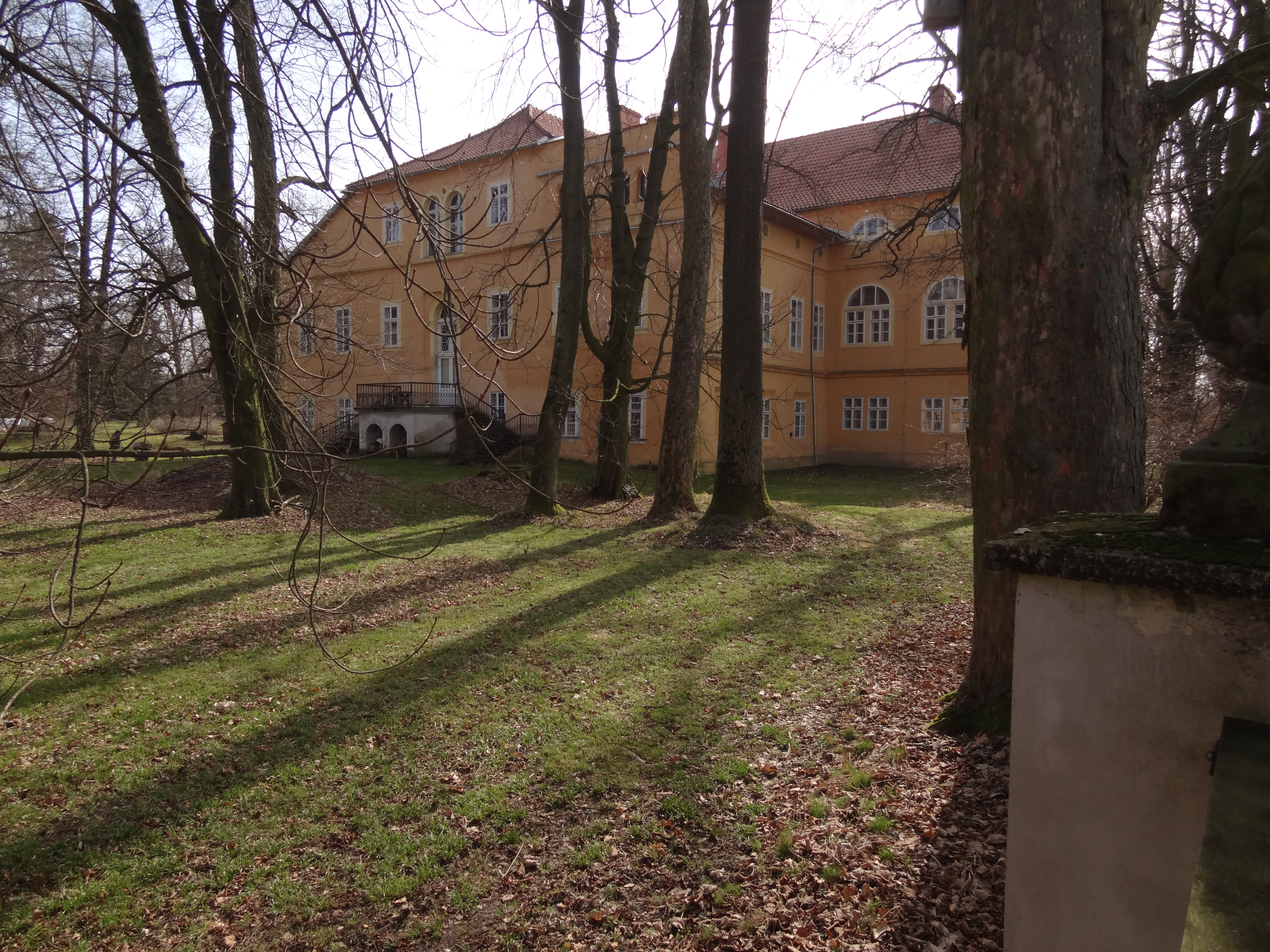
Zámek Maleč
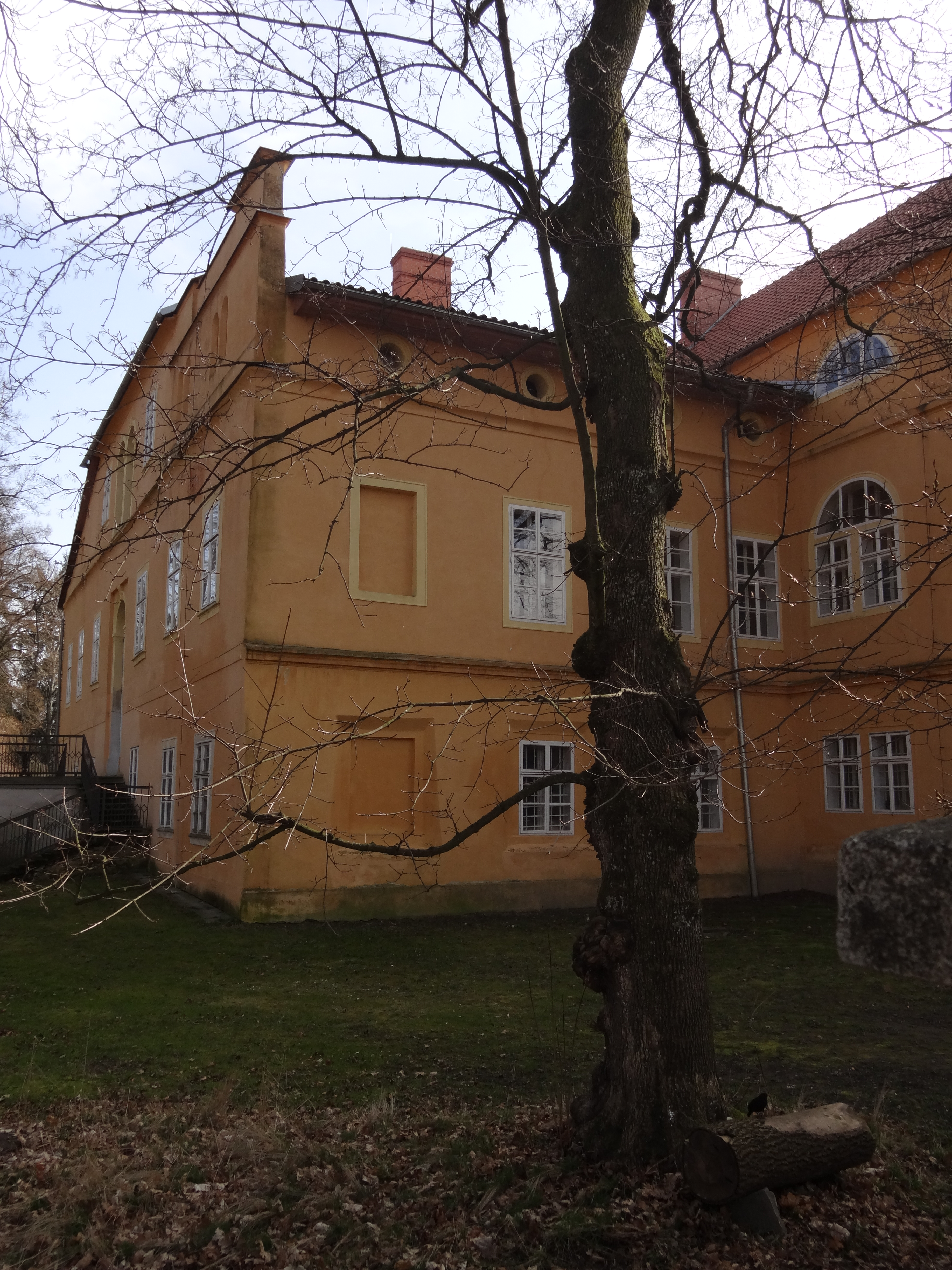
Zámek Maleč
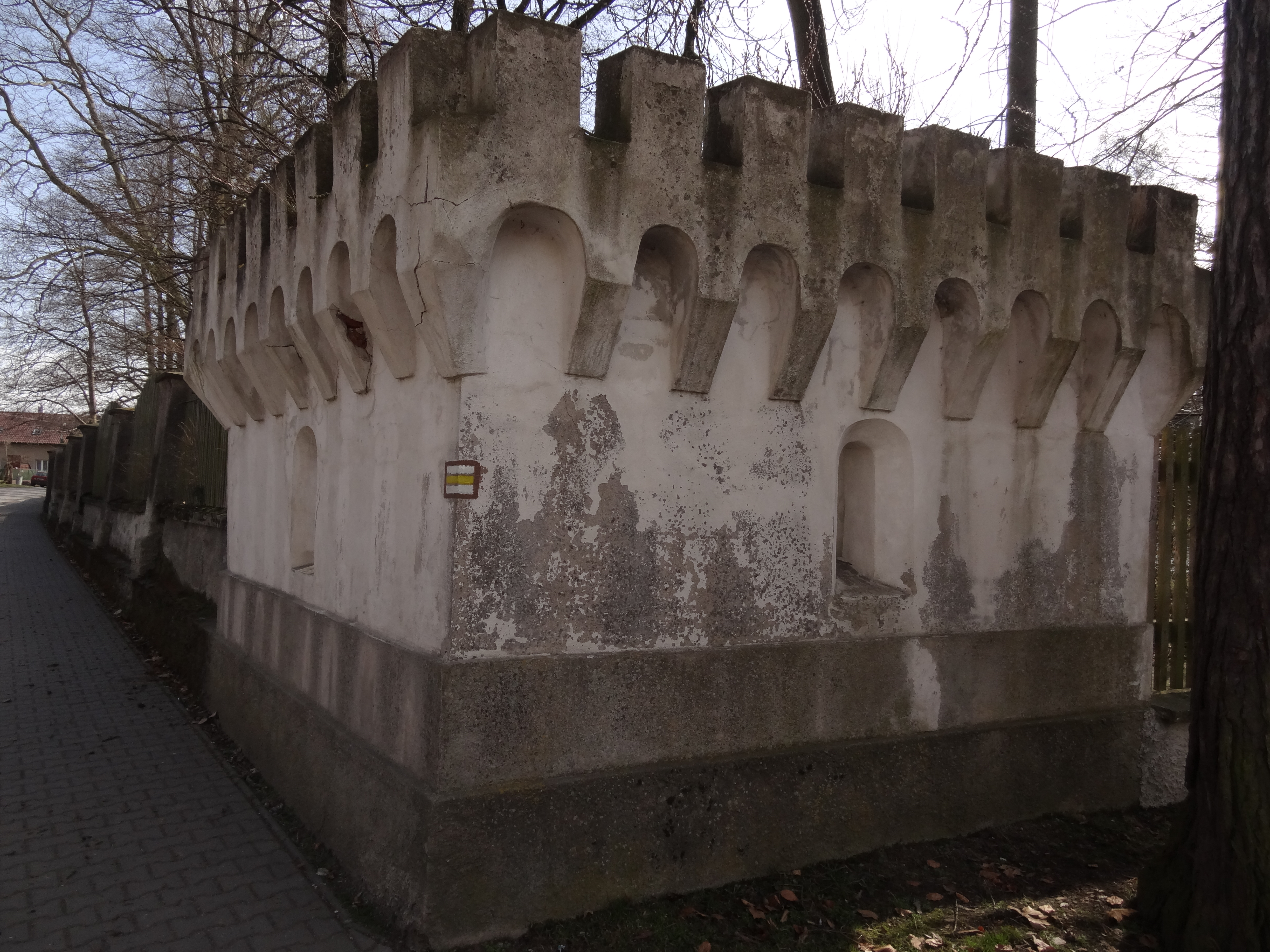
Maleč, ohrazení zámeckého parku
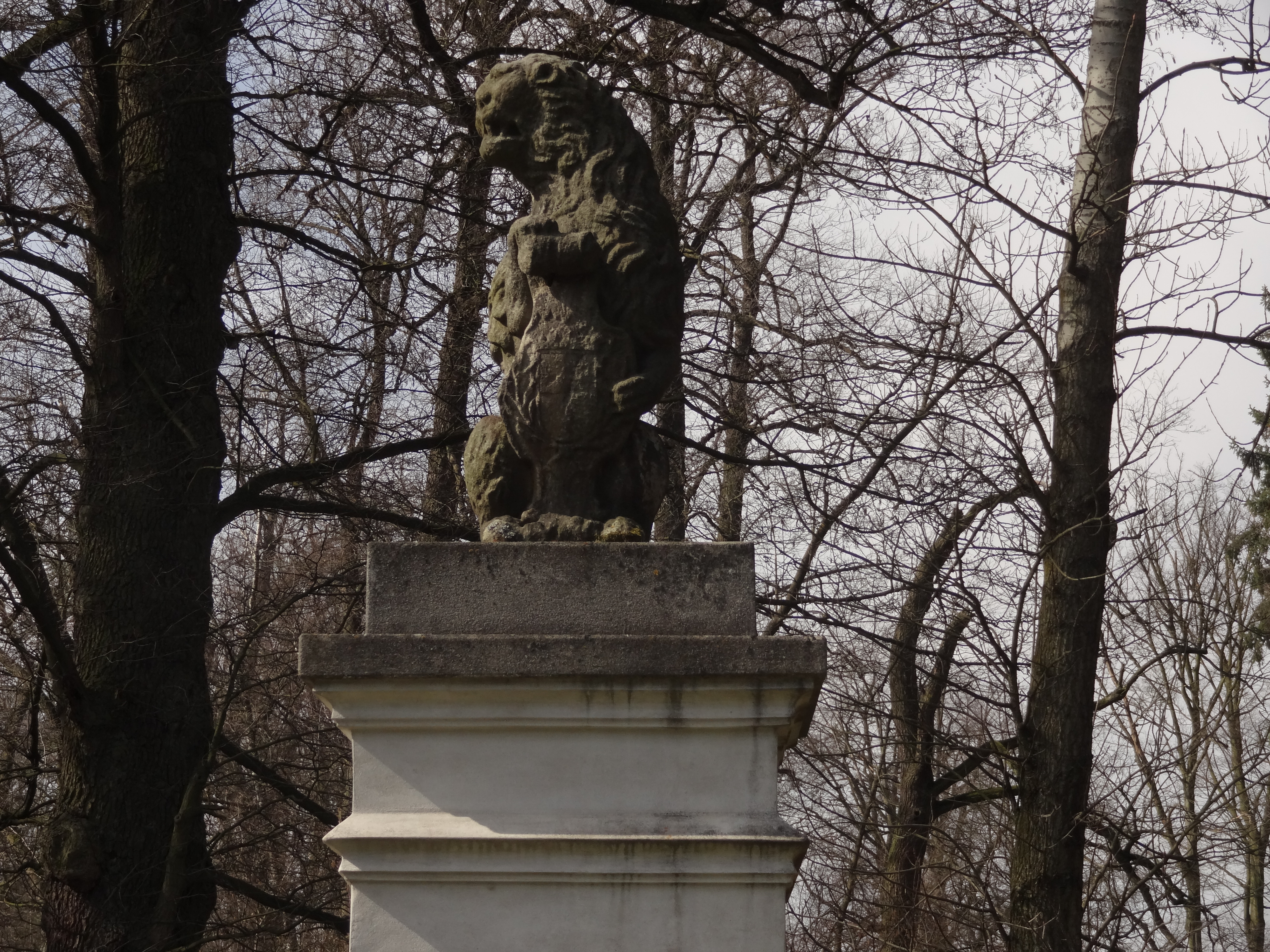
Maleč, ohrazení zámeckého parku
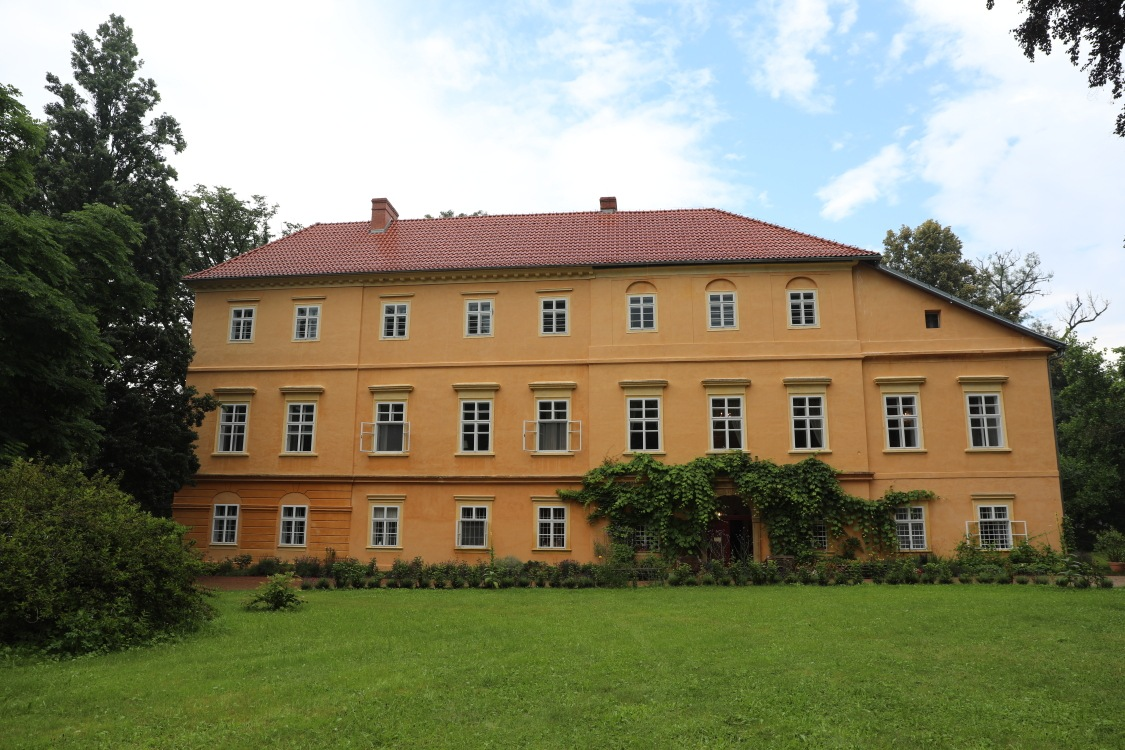
Celkový pohled na zámek Maleč z parku
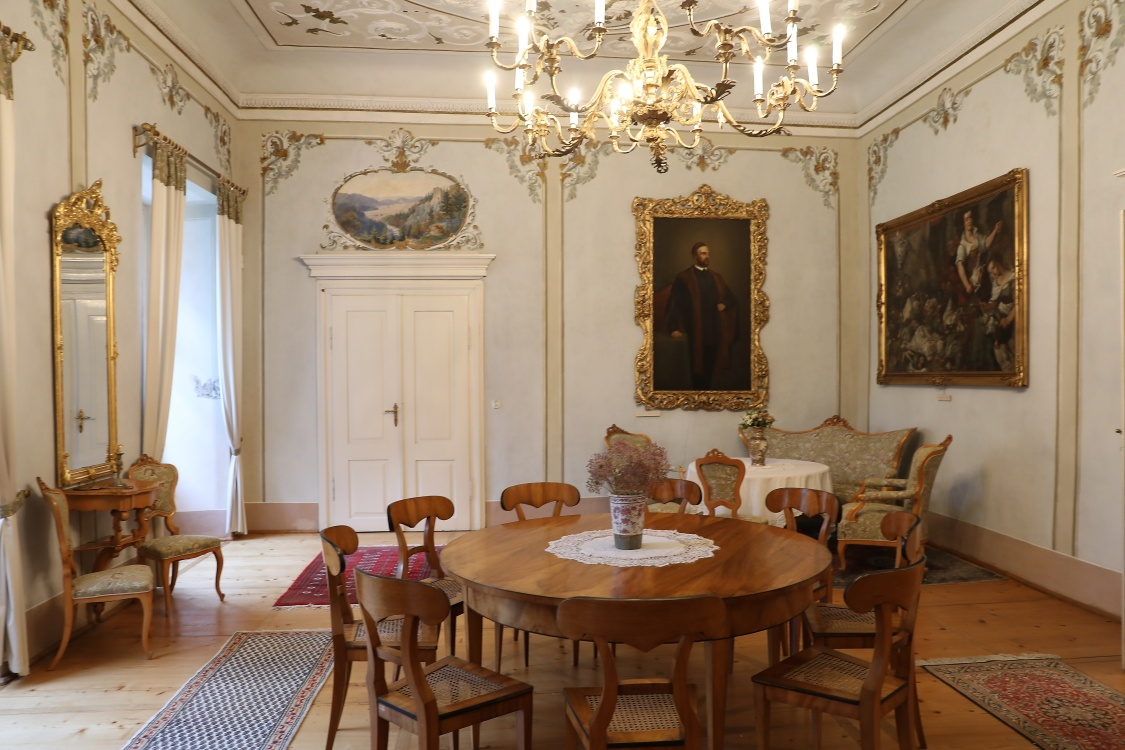
Hlavní salon na zámku Maleč
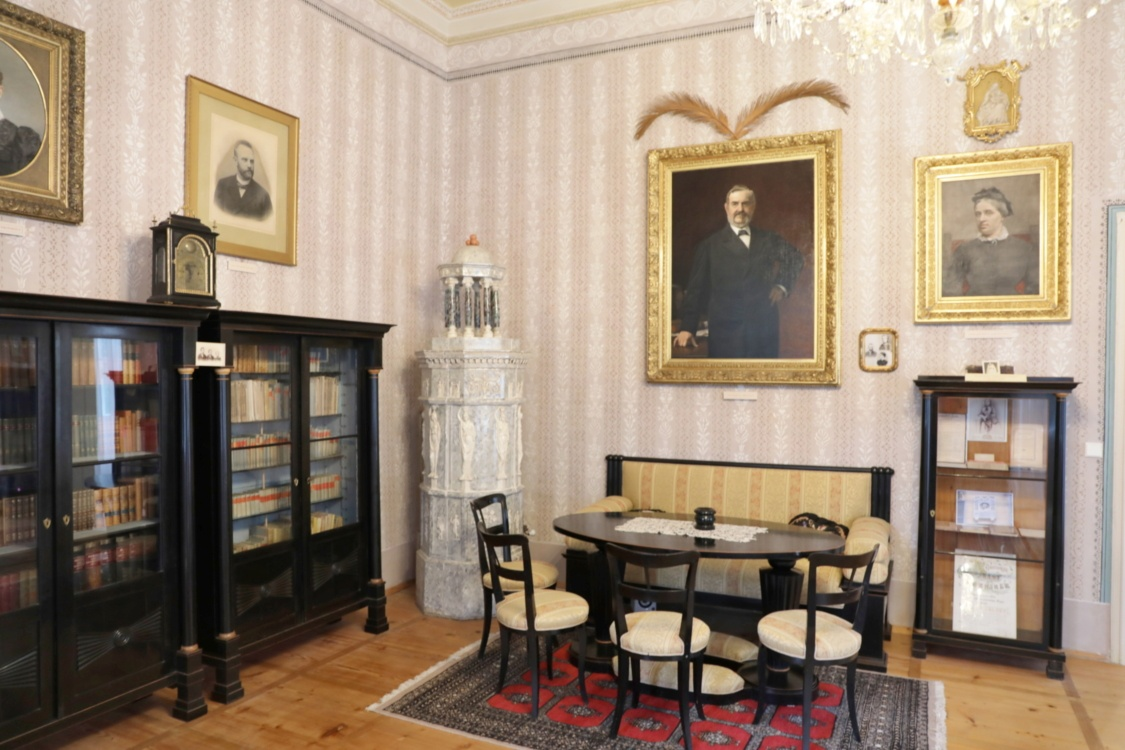
Pracovna F. L. Riegra na zámku Maleč